# Кзилту (Тюлькубаський район)
Кзилту́ (каз. Қызылту) — село у складі Тюлькубаського району Туркестанської області Казахстану. Входить до складу Састобенської селищної адміністрації.
У радянські часи село називалось Кизилту.
Населення — 461 особа (2021; 721 у 2009, 457 у 1999, 408 у 1989).